# Higos de Turquía

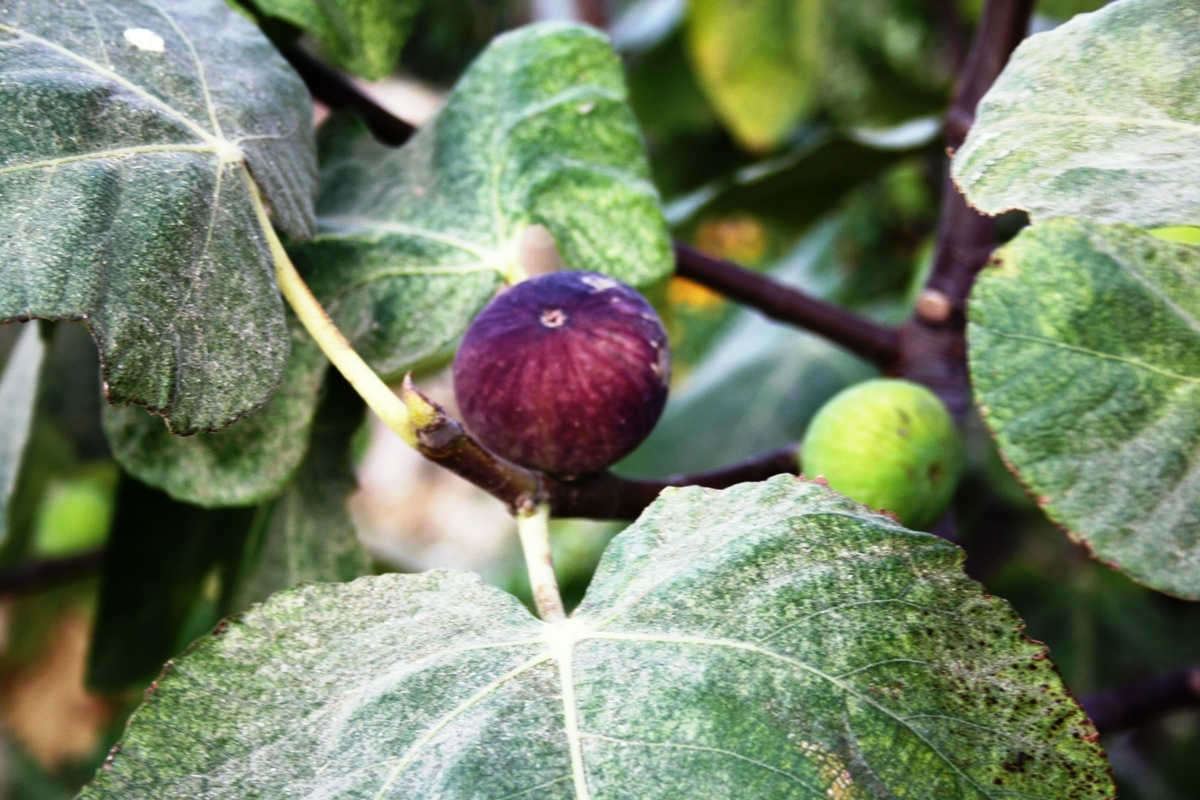
'Siyah Incir' de Turquía.

Los Higos de Turquía se cosechan de cultivares de higueras de tipo 'Smyrna', 'San Pedro' y en menor medida de higueras partenocárpicas de 'Higo Común' de Ficus carica bíferas y uníferas, muy cultivados desde épocas antiguas en todo el territorio de diversidad de zonas climáticas. Se cultivan principalmente para la producción del higo seco paso y otras aplicaciones (dulces, pasteles, mermeladas, siropes..), también se cosechan higos frescos para exportar a los países del norte y centro de Europa y para el consumo interno del país.

## Ubicación
El suelo y el clima de la Anatolia interior y sobre todo la zona de Caria, es el ideal para el cultivo de unos de los mejores higos del mundo entre ellos la variedad 'Sari Lop', que está considerado como uno de los higos de mayor tamaño del mundo. Los huertos de higueras en Caria recolectan los frutos para secarlos de forma natural al sol y son comercializados como higos pasos secos. La mayor parte de la actividad en los huertos de higos comienza en mayo ya que la fruta aparece en el árbol y culmina en octubre cuando comenzó la primera recolección de higos secos.
En general, el área de Anatolia tiene una diversidad de climas variados. La meseta central se caracteriza por un clima continental, con veranos calurosos e inviernos fríos y nevados. Las costas sur y oeste disfrutan de un clima mediterráneo típico, con inviernos suaves y lluviosos y veranos cálidos y secos. Las costas del Mar Negro y Mármara tienen un clima oceánico templado, con veranos frescos y brumosos y mucha lluvia durante todo el año.

## Historia

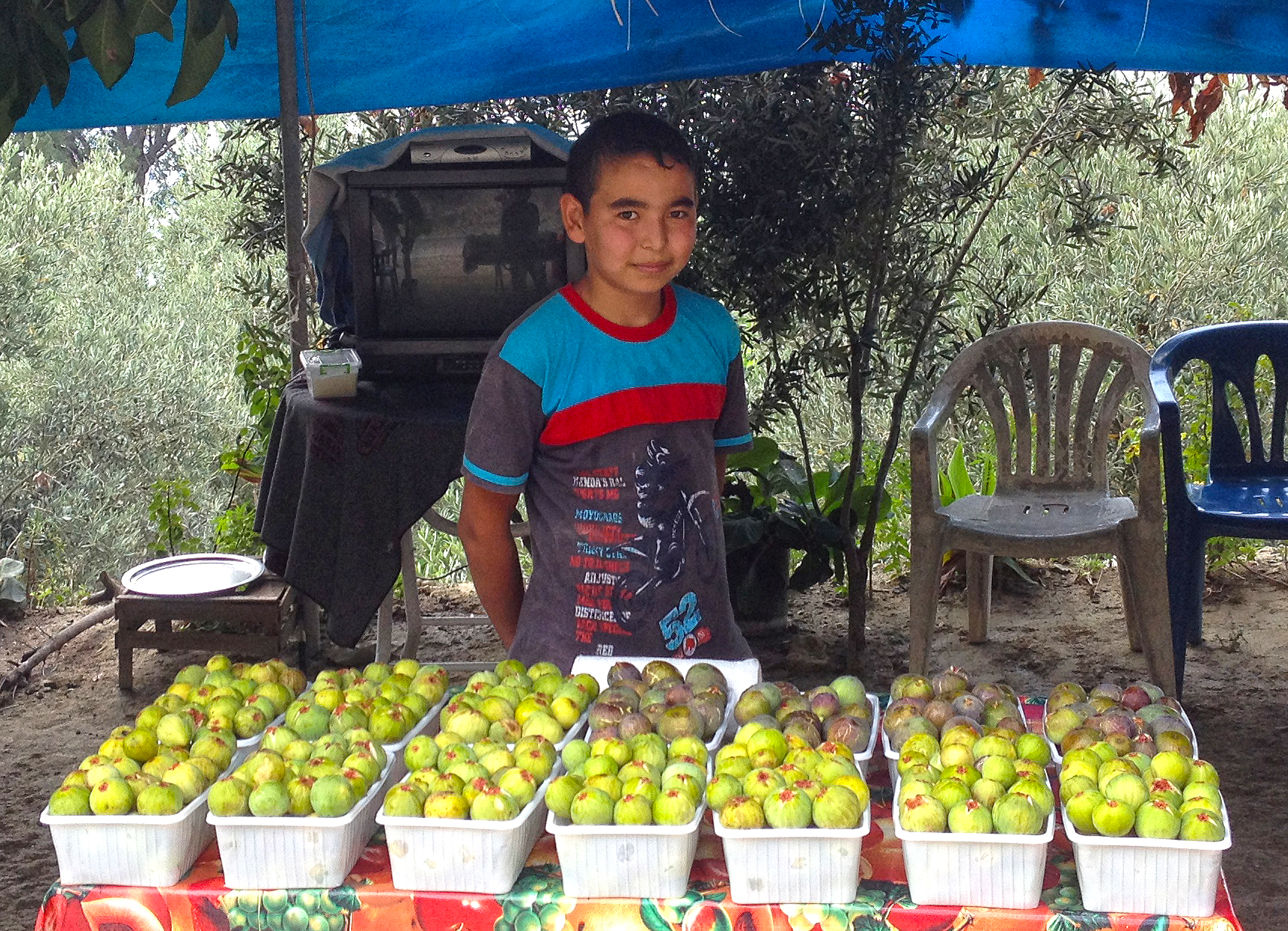
Puesto de higos frescos en el interior de Anatolia.

El higo se menciona con frecuencia en la Biblia y está incluido en el Jardín del Edén. Es un alimento tradicional en la celebración de la Pascua Judía. La higuera figura en la fundación de grandes culturas y religiones. Romulo y Remo, los fundadores de Roma, fueron amamantados por una loba debajo de una higuera, que más tarde, en la época de Plinio, fue venerada como un árbol sagrado. Mientras estaba sentado bajo una higuera, Siddhartha Gautama tuvo la revelación que formó los cimientos del budismo.
Los higos han sido apreciados tanto por su valor medicinal como dietético. Mitrídates, el rey griego de Ponto, anunció los higos como un antídoto para todas las dolencias e instruyó a sus médicos a considerar sus usos como medicina.
Plinio de Roma dijo: "Los higos son reconstituyentes. La mejor comida que pueden consumir aquellos que sufren de enfermedades prolongadas y están en vías de recuperación. Aumentan la fortaleza de los jóvenes, preservan a los ancianos en mejores condiciones de salud y los hacen más saludables, parecer más joven con menos arrugas".
Los primeros griegos tenían tan apreciados los higos que se consideraba un honor otorgar el follaje y la fruta. En los Juegos Olímpicos originales, los atletas ganadores fueron coronados con coronas de higos y se les dieron higos para comer.
La higuera común probablemente se originó en la parte fértil del sur de Arabia. Los registros antiguos indican que tanto el rey Urukagina de la era sumeria como los asirios estaban familiarizados con él.
No existen registros de su introducción a esta área, pero el cabrahigo, ancestro de la higuera comestible, todavía se encuentra allí creciendo silvestre. Desde el sur de Arabia, la tribu Basra trajo el higo a la antigua Dumez y al Coe Siria. Durante un período de varios siglos, se extendió lentamente desde allí a Siria y la costa mediterránea. Una vez que los higos llegaron a la costa, se extendieron rápidamente por toda la región mediterránea con la ayuda de las naciones marítimas.
Si bien es probable que el hogar de la higuera comestible sea la antigua Arabia, el origen de la industria del higo cultivado es sin duda alguna en otros lugares. Casi todos los cultivos subtropicales actualmente cultivados, por ejemplo, cítricos, almendras, pistachos, nueces, duraznos, aceitunas, dátiles y ciruelas, se cultivaron inicialmente en lugares desconocidos en Asia occidental o Asia Menor.
La única civilización conocida de suficiente edad y sofisticación capaz de estos logros es la de los mesopotámicos, que vivieron en los valles de los ríos Tigris y Éufrates hace más de 10.000 años y se les acredita como los cultivadores originales de muchos cultivos hortícolas y agronómicos importantes modernos.
Durante siglos, desde que comenzó a ser cultivado en el norte de Anatolia (Turquía) 3.000 años antes de Cristo, a persistido y sobre todo en la zona de Caria y tanto es así que de aquí toma el nombre científico de Ficus carica.

## Higos en Turquía
Turquía es conocida en todos los rincones del mundo por sus productos agrícolas. Exporta millones de toneladas de frutas y verduras cada año. En el campo de los higos, Turquía sigue siendo el líder mundial. Aunque las empresas locales no están satisfechas sólo con los higos, ya que constantemente buscan oportunidades para otros tipos de frutas.

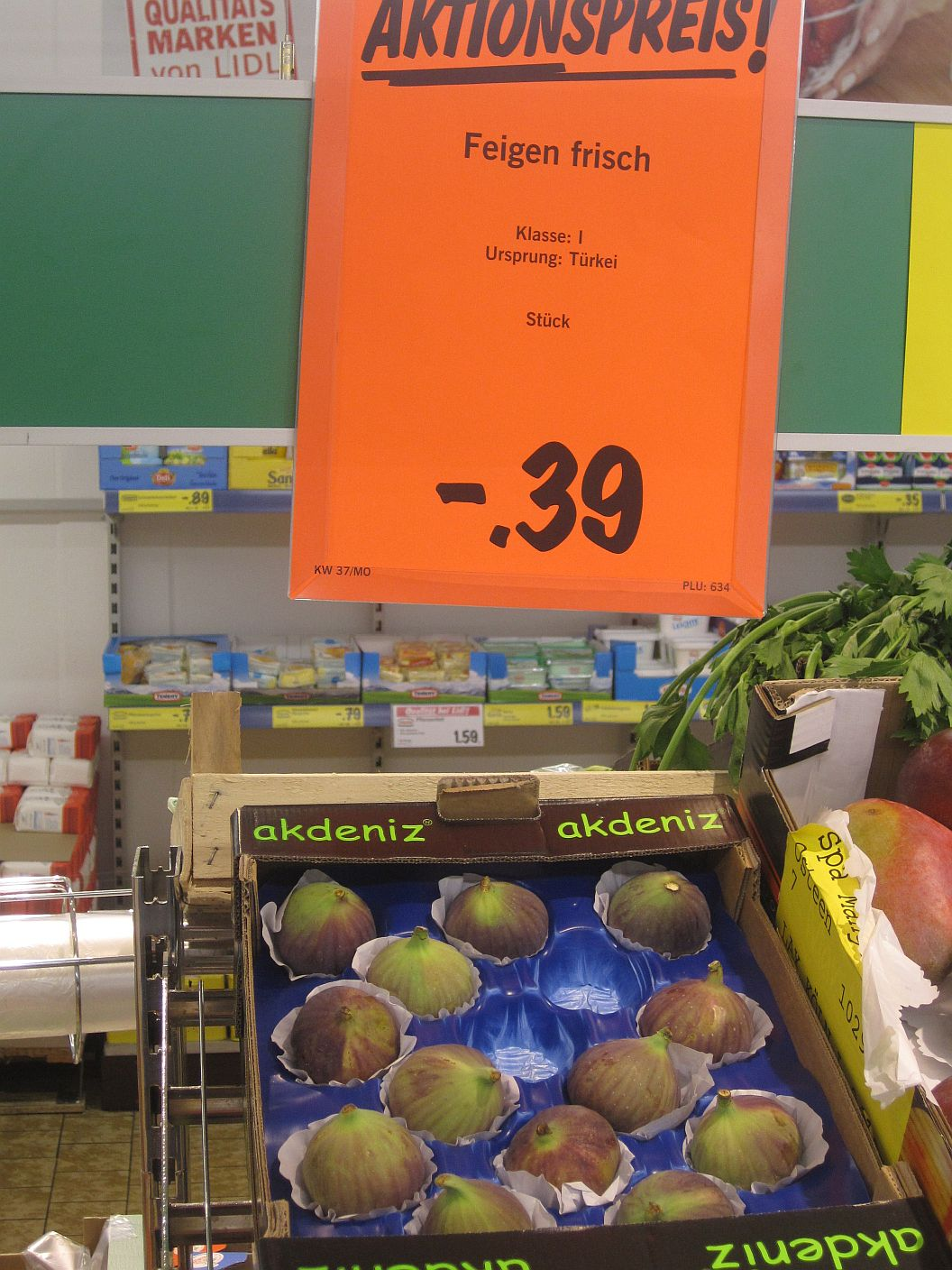
Venta de higos frescos en un puesto de fruta de Alemania.

La empresa "Alanar", de la región de Bursa, es la mayor productora y exportadora de higos del país; por volumen de ventas, son de los principales distribuidores a nivel internacional ya que posee la línea de empaquetado de higos más moderna del mundo, con capacidad de procesar hasta 100 toneladas de higo fresco diarias, con un volumen global cercano a las 2.300 toneladas. Según Yavuz Taner, director general de la empresa exportadora de higos frescos y secos "Alanar", el crecimiento es atribuido al ascendente interés por los higos, y al hecho de que no haya mucha competencia en la industria. A la gente que prueba los higos por primera vez, suele gustarles casi automáticamente. También se están descubriendo formas de usar los higos en nuevos platos.

Hay 600 diferentes variedades de higos y 300 de ellas están disponibles en Turquía. Por lo general, la empresa exportadora "Alanar" vende la variedad de higo negro de larga temporada, que es muy sabroso. La mayoría de los higos proceden de la región de Bursa y se cultivan entre los meses de junio a agosto. Para la empresa, septiembre es generalmente la temporada alta de ventas de este producto estacional. Desde hace cinco años, han estado intentando rediseñar las variedades de higo, para hacerlas crecer durante un período de tiempo más largo y mejorar su calidad. Creen que este desarrollo les ayudará a atender mejor la demanda mundial de higos, añadió Taner.
En la mayoría de las partes del mundo los higos no se consideran como una fruta básica o normal. Es una fruta con sabores exóticos, que es lo que parece buscar el mercado en estos días.

## Cultivo de las higueras
El árbol de higos no tiene flores en sus ramas, las flores están dentro de la fruta.
Estas muchas flores pequeñas producen las pequeñas semillas crujientes, que dan a los higos su textura única como frutos secos.
La polinización de la fruta es por un pequeño aguijón de la avispa Blastophaga psenes, que al salir de los higos machos y entrar por el "ojo" (ostiolo) en el fondo de los higos hembra, inconscientemente los poliniza cepillando polen sobre las flores femeninas para que la fruta madure. Luego sale de los higos para polinizar otras frutas.

## Los higos secos en Turquía
Este gráfico se basa en

estadística de FAO en el

cuál demuestra el porcentaje de Turquía

en el mercado global del higo seco.

Dentro del ranking mundial de producción de higos, la producción de Turquía ocupa el primer puesto el mayor productor de higos del mundo con 305,450 toneladas, y Egipto con 167,622 tn, Argelia con 131.798 tn., e Irán con 70.178 tn.,,.
Sin embargo según la última estadística de FAO (con fecha de 2003) Turquía es el primer país en la exportación del higo seco estos últimos años y donde los higos turcos secos se exportan a todos los países consumidores del mundo.
Después de las fases de maduración y secado de los higos que tienen lugar en el árbol, el cultivo se recoge y se transfiere a la fábrica. La fruta pasa a través de dos tipos más de selecciones, donde las máquinas y los trabajadores los clasifican con cuidado para eliminar la fruta manchada y no deseada y también, seleccionando para diferentes propósitos.

## Variedades de higueras en Turquía
Según las cifras de 2005, el área de huertos dedicados al cultivo de higueras en la zona de Anatolia es alrededor de 125,950 hectáreas.
En Turquía hay una gran cantidad de variedades y probablemente mucha sinonimia. En su gran mayoría son higueras de tipo 'Smyrna', y en menor medida 'San Pedro' e 'Higo Común' son de mencionar : 
| Cultivar | Nº de cosechas                                                                                      | Uso                                                                             | Vigencia del cultivo |
| --- | --------------------------------------------------------------------------------------------------- | ------------------------------------------------------------------------------- | --- |
| Higuera „Sari Lop“ o „Calimyrna“, tipo 'Smyrna', color amarillo dorado, pulpa color ámbar claro                                             | 1, unífera (agosto a octubre)                                                                       | Secado de los higos para su venta o transformación. También como higo en fresco | Variedad predominante, plantada sola o en asociación con otros frutales.                                                          |
| Higuera „'Yesilgüz“ ú „Yesilguz Fig“, tipo 'Smyrna', piel verdosa amarillenta, pulpa color frutos rojos                                     | 1, unífera (agosto a mediados de octubre)                                                           | Higos de alta calidad para consumo en fresco.                                   | Común, presente en plantaciones de higueras de pasa y en huertas.                                                                 |
| Higuera „1100 Fig“ tipo 'Smyrna', piel amarillo dorado, pulpa rojiza                                                                        | 1, unífera (agosto a mediados de septiembre)                                                        | Consumo de higos frescos y secos.                                               | Presencia común en las huertas.                                                                                                   |
| Higuera „Akça Fig“ tipo 'Smyrna', piel verde intenso a amarillento, pulpa rojiza                                                            | 1, unífera (agosto a mediados de octubre)                                                           | Consumo en fresco y seco.                                                       | Común, presente en plantaciones de higueras de pasa y en huertas.                                                                 |
| Higuera „Bardacık“ tipo 'Smyrna', piel verde intenso a amarillento, pulpa rosada                                                            | 1, unífera (desde julio a primeros de septiembre)                                                   | Consumo de higos frescos y para secado.                                         | Presencia común en las huertas.                                                                                                   |
| Higuera „Beyaz Orak“ ú „White Orak“, tipo 'San Pedro', piel verde intenso a amarillento, pulpa color rojizo                                 | 2, bífera (15 de junio a 15 de julio "Yellop"-breva y 5 de agosto a septiembre "İyilop"-higo        | Consumo de brevas frescas e higos secos.                                        | Presencia común en las huertas.                                                                                                   |
| Higuera „Bursa Siyahı“ ó „Bursa 237 Black“ tipo 'Smyrna', piel violeta con costillas rojizas, pulpa roja                                    | 1, unífera (principios de agosto a principios de octubre)                                           | Consumo de higos frescos, tienen buenas aptitudes para secado.                  | Presencia común en las huertas.                                                                                                   |
| Higuera „Devetabani“ ó „1032 Foalfoot“ tipo 'Smyrna', piel verde claro con amarillo limón, pulpa rosada                                     | 1, unífera (15 de agosto a 15 de octubre)                                                           | Consumo de higos frescos y secos.                                               | Presente en algunas huertas. |
| Higuera „Göklop“ tipo 'Smyrna', piel verde claro con amarillo limón, pulpa rosada                                                           | 1, unífera (10 de agosto a 30 de septiembre)                                                        | Consumo de higos frescos y secos.                                               | Presente en algunas huertas. |
| Higuera „Karabakunya“ tipo 'Higo Común', piel azul oscuro a negro, pulpa rojiza                                                             | 2, bífera (10 de junio a 5 de julio "Yellop"-breva y 5 de agosto a 25 de septiembre "İyilop"-higo)  | Consumo de brevas frescas e higos secos.                                        | Presente en algunas huertas. |
| Higuera „Morgüz“ tipo 'Smyrna', piel verde claro con manchas marrones y costillas verdosas, pulpa roja                                      | 1, unífera (15 de agosto a 7 de octubre)                                                            | Consumo de higos frescos y secos.                                               | Presente en algunas huertas. |
| Higuera „Morlop“ tipo 'Smyrna', piel verde claro con manchas marrones con costillas verdosas y rojizas, pulpa frutos rojos                  | 1, unífera (10 de agosto a 20 de septiembre)                                                        | Consumo de higos frescos y secos.                                               | Presente en algunas huertas. |
| Higuera „Sakız“ ó „Gum“ tipo 'Smyrna', piel verde claro con amarillo limón costillas algo más oscuras, pulpa rosada oscura                  | 1, unífera (finales de julio a 27 de agosto)                                                        | Consumo de higos frescos y secos.                                               | Presente en algunas huertas. |
| Higuera „Yellow Zeybek“ tipo 'Smyrna', piel verde claro con amarillo, pulpa rosa intenso                                                    | 1, unífera (20 de agosto a 30 de septiembre)                                                        | Consumo de higos frescos y secos.                                               | Presente en algunas huertas. |
| Higuera „Siyah Incir“ ó „Black Fig“ tipo 'Higo Común', piel violeta oscuro con manchas rojizas, pulpa rosada oscura                         | 1, unífera (25 de junio a 20 de septiembre)                                                         | Consumo de higos frescos y secos.                                               | Presente en algunas huertas, recomendado su cultivo por su maduración temprana y ser partenocárpico.                              |
| Higuera „Siyahkış“ ó „Winter 1088 Black“ tipo 'Smyrna', piel color púrpura costillas rojizas, pulpa roja oscuro                             | 1, unífera (15 de agosto a 15 de octubre)                                                           | Consumo de higos frescos y secos.                                               | Presente en algunas huertas. |
| Higuera „Siyah Orak“ ó „Black Sickle“ tipo 'Higo Común', piel púrpura oscuro a negro, pulpa rojo intenso                                    | 2, bífera (15 de junio a 5 de julio "Yellop"-breva y 5 de agosto a 15 de septiembre "İyilop"-higo)  | Consumo de brevas e higos frescos y secos.                                      | Muy cultivado, recomendado su cultivo por su maduración temprana y ser partenocárpico. Resistente al tiempo húmedo y a la sequía. |
| Higuera „Susak“ ó „Susan Fig“ tipo 'Higo Común', piel púrpura oscuro a negro, pulpa rojo oscuro                                             | 2, bífera (12 de junio a 7 de julio "Yellop"-breva y 10 de agosto a 25 de septiembre "İyilop"-higo) | Consumo de brevas e higos frescos y secos.                                      | Muy cultivado, recomendado su cultivo por su maduración temprana y ser partenocárpico.                                            |
| Higuera „Yemişilop“ ó „Eaten Lop“ tipo 'Smyrna', piel verde claro con amarillo limón costillas algo más oscuras, pulpa roja de frutos rojos | 1, unífera (20 de agosto a 30 de octubre)                                                           | Consumo de higos frescos y secos.                                               | Presente en algunas huertas. |

La variedad 'Sari Lop' es la más ampliamente cultivada en el país. Además de las anteriores otras variedades que merecen destacar su cultivo son : 'Darpak', 'Dumanlikara', 'Halebi', 'Morözer', 'Sultani', 'Sultanselim', 'Tarak', 'Yediveren'. . .